# Partíu Asturianista
Le Partíu Asturianista (PAS, Parti asturianiste en français) est un parti politique nationaliste-régionaliste des Asturies d'orientation politique plutôt social-démocrate. Il a été fondé en 1985 par Xuan Xosé Sánchez Vicente.